# أبراج العليا
أبراج العليا برجان من ناطحات السحاب في شارع العليا في الرياض عاصمة المملكة العربية السعودية .